# El pescador y el pececillo

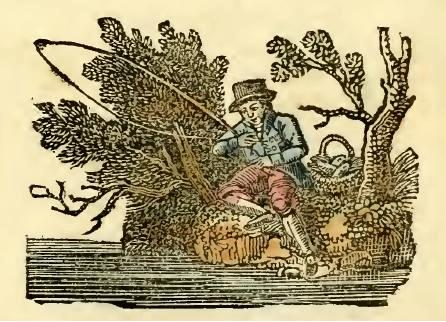
Una ilustración de la fábula de una edición irlandesa de 1821

El pescador y el pececillo es una fábula de Esopo. Está numerado en el número de 18 del Índice Perry. Babrius lo registra en griego y Avianus en latín. La fábula fue popularizada más tarde en Las Fábulas de la Fontaine (V.3).
La popularidad de la fábula fue superada en Inglaterra por la similar historia "El Halcón y el Ruiseñor", la cual tuvo la ventaja de ser reforzada por el proverbio "Más vale pájaro en mano que ciento volando".

## Historia
Había una vez un pescador que pescaba pacientemente en un muelle, cuando atrapó un pececillo con su caña de pescar. Este pececillo, incómodo por su situación, le dijo al pescador:
Oh señor, se lo suplicó, déjeme en libertad. Cuando sea mayor, podrá pescarme de nuevo y sólo así le seré de más provecho.
El pescador le respondió:
¿Pero que dices?. Sería muy tonto por mi parte liberar a la presa que tengo en mis manos, sólo para contar inseguramente con una presa futura, por muy grande que sea.

## Moraleja
Más vale una moneda en la mano, que un tesoro en el fondo del mar.